# 台中萬春宮
24°08′32″N 120°40′54″E / 24.142134°N 120.681564°E
台中萬春宮，舊名藍興宮，是位於臺灣臺中市中區光復里的媽祖廟，媽祖被稱為「台中媽」、「藍興媽祖」。

## 沿革

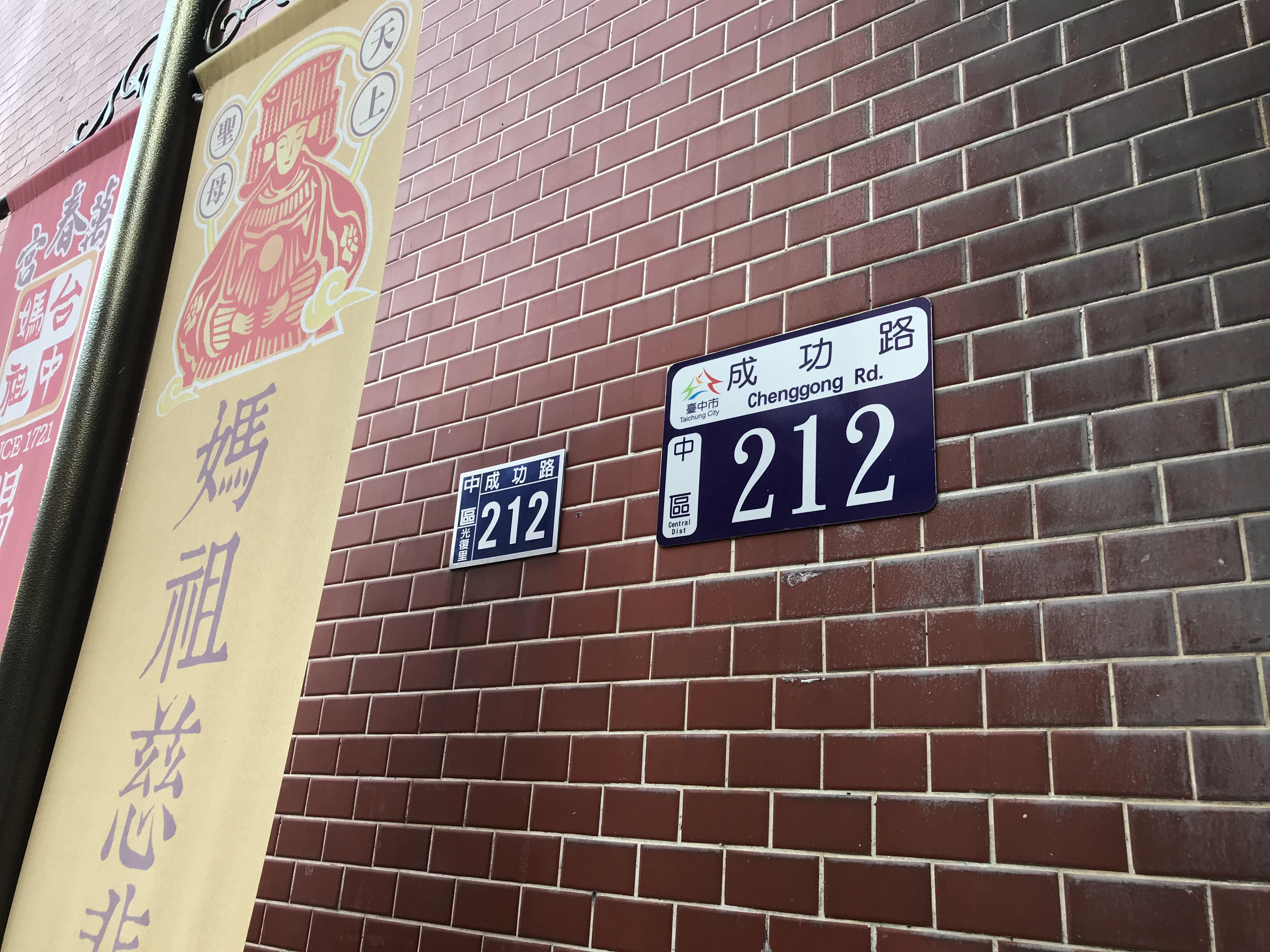
門牌為中區光復里成功路212號。

此廟建廟時間說法不一，廟方的萬春宮廟產諭示碑，記載可追溯藍廷珍建立。宮誌《萬春宮：臺中媽祖的故事》記載，康熙六十年（1721年），南澳總兵藍廷珍來臺平朱一貴事件前，先從湄洲朝天閣恭請媽祖三媽神像來臺灣，將神像駐駕奉於台南大天后宮，至雍正元年（1723年）平靖，才迎此神像奉祀於大墩庄店（今三民路一帶）建廟，定名為「藍興宮」。但《重修臺灣府志》及余文儀的《續修臺灣府志》，均無此媽祖廟的記載，直到乾隆年間的古地圖〈岸裡社番與張藍二家田園紛爭圖〉中才出現。《臺灣總督府公文類纂宗教史料彙編（明治二十八年至明治三十五年四月）》，記載為乾隆四十三年（1778年）所建。
林爽文事件，藍興宮遭破壞，至乾隆五十四年（1789年）修復廟庭。道光四年（1824年），在鄭卿雲、林開梅、許其昌的倡議下，重修並更名為「萬春宮」，並立有萬春宮廟產諭示碑。
1896年（明治29年），日本佛教淨土真宗本願寺派佔領萬春宮，改為中尊寺。1900年（明治33年），被挪為台中公學校女子部（今篤行國小），為臺中女子現代教育之始。
1900年台中進行第一次市街改正，萬春宮部分建築被拆除規劃為排水溝渠與街道。1911年進行第二次市街改正，這是調整規模最大的一次，連同萬春宮拆除大墩街上的許多民宅，劃出棋盤格式的筆直馬路，媽祖暫時供奉於民間商家。
1917年（大正6年），時任臺中區區長林耀亭邀請台灣中部七間媽祖廟（萬春宮、旱溪樂成宮、梧棲朝元宮、鹿港天后宮、彰化南瑤宮、北港朝天宮、新港奉天宮）的媽祖聖像搭車到烏日車站，再從樹仔腳庄徒步迎至新富町。當時臺灣總督府鐵道部還將苗栗到二水的火車票九折優惠，在臺中車站加開兩個剪票口、設置接待處、設置臨時郵局提供加蓋紀念郵戳、架設電話亭，首次的五媽會（亦稱七媽會）一共舉辦40天。
1947年，林坤、林景焜聯合地方善士信眾，組織重建委員會，於現址重建萬春宮。1951年大殿及兩廊完成。1952年5月，廟方主委林坤委託律師賴耿松，指控前管理員劉臭獻在1940年將錦町四丁目的廟地轉賣給女婿呂炳煌。同月，呂炳煌委託律師趙鉌，指稱當時12年前廟方未提出異議。1958年拜殿竣工、1971年修建天后閣牌樓。省轄市時期，與舊社南興宮、台中萬和宮、台中樂成宮號稱臺中市的四大媽祖廟。

## 古物

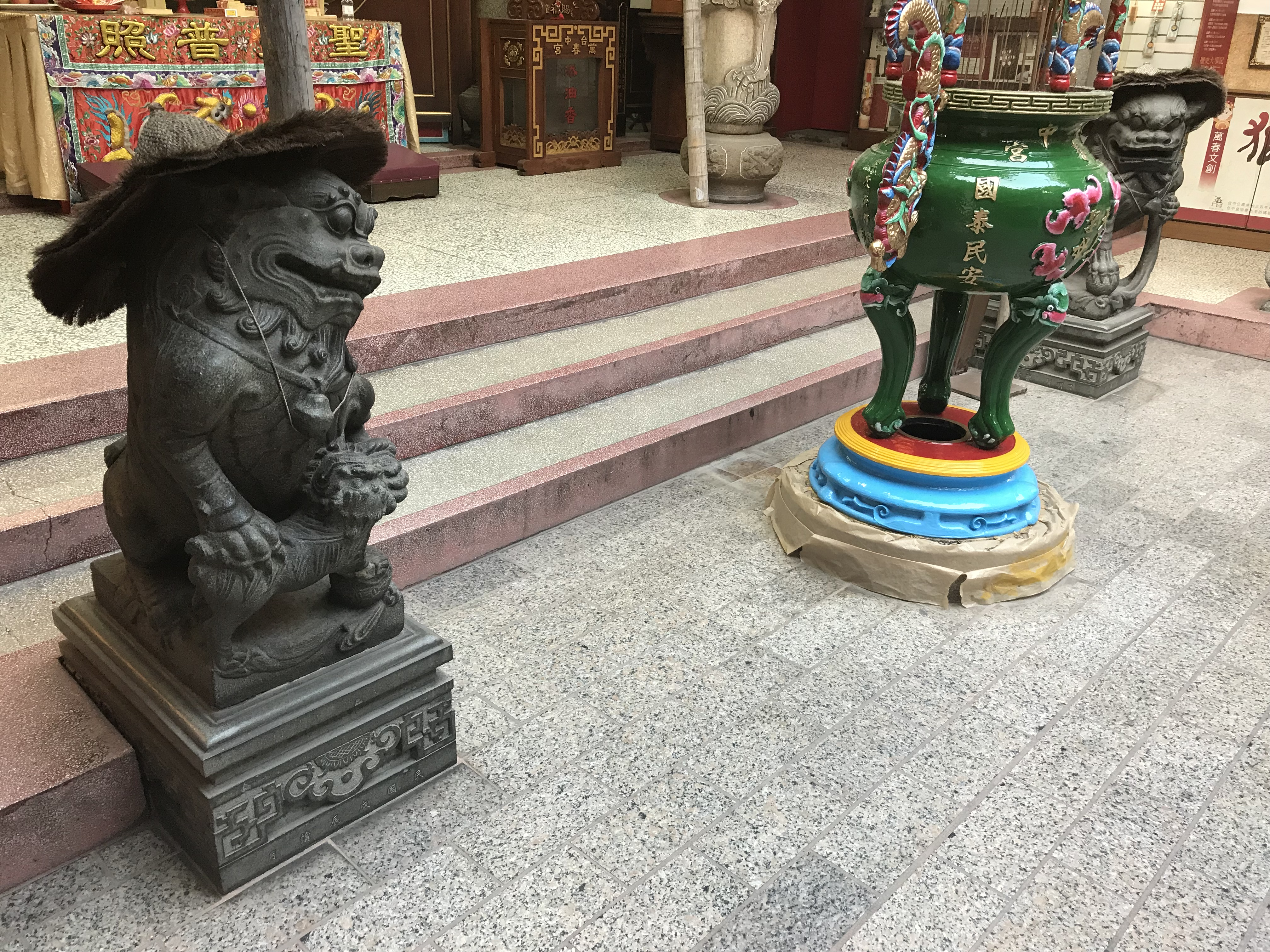
頭戴斗笠的石獅。

大門崁字對聯為：「萬仞仰宮牆抗手女中堯舜，春王遵正朔追棕天上娥英。」、「天上有真如世世毫光永照，聖母無偏志生生智慧圓通。」
拜殿天井有一對螺貝捲毛、頭戴斗笠的青斗石石獅，據耆老口述是萬春宮遭拆毀時被當時管理人埋藏，戰後才在今中正路與平等街口的臺灣銀行出土。因戴斗笠，常吸引民眾目光，廟方解釋是為了免於雨水破壞。本體為清代作品，下有束腰造形之底座，底座則有「民國戊辰蒲月」陰刻年款。2011年報導時，住持洪永松表示五十多年前，一位信徒帶還未長牙的8、9歲孫子用牙齦與石獅的石牙互相磨牙，據說回去後沒幾日，小孩就長出牙。
其媽祖被稱為「台中媽」、「台中媽祖」、「藍興媽祖」。廟方的大媽神像，廟方視為由藍廷珍奉請來臺的開基媽祖神像，其風格類似於乾隆五十三年（1788年）的鹿港天后宮所奉祀的湄洲媽祖神像，推測為乾隆之前的神像。
廟內龍爿迴廊上的銅鐘，鐘口為波浪型，具金線描繪圖案，為咸豐已未年（1859年）仲春由泉州同安人、漳州人共同敬獻。正殿神龕上方的木匾，為光緒十七年（1891年）所贈，其上陽刻「海晏河清」描金字樣。上款「光緒歲次辛卯元月」，下方印章已脫落，下款「管帶衙隊左翼信官林榮華暨隊目德明蕭錦隆胡清陳□ 添丁海龍阿甲泉潭仝勇丁等叩」，可見之木板拼接痕跡，推測其日治前因木材限制，所產生的風格類型產物。廟內正殿外有一對泉州白石龍柱，李乾朗從形式判斷為清中葉之作品。

## 祭祀

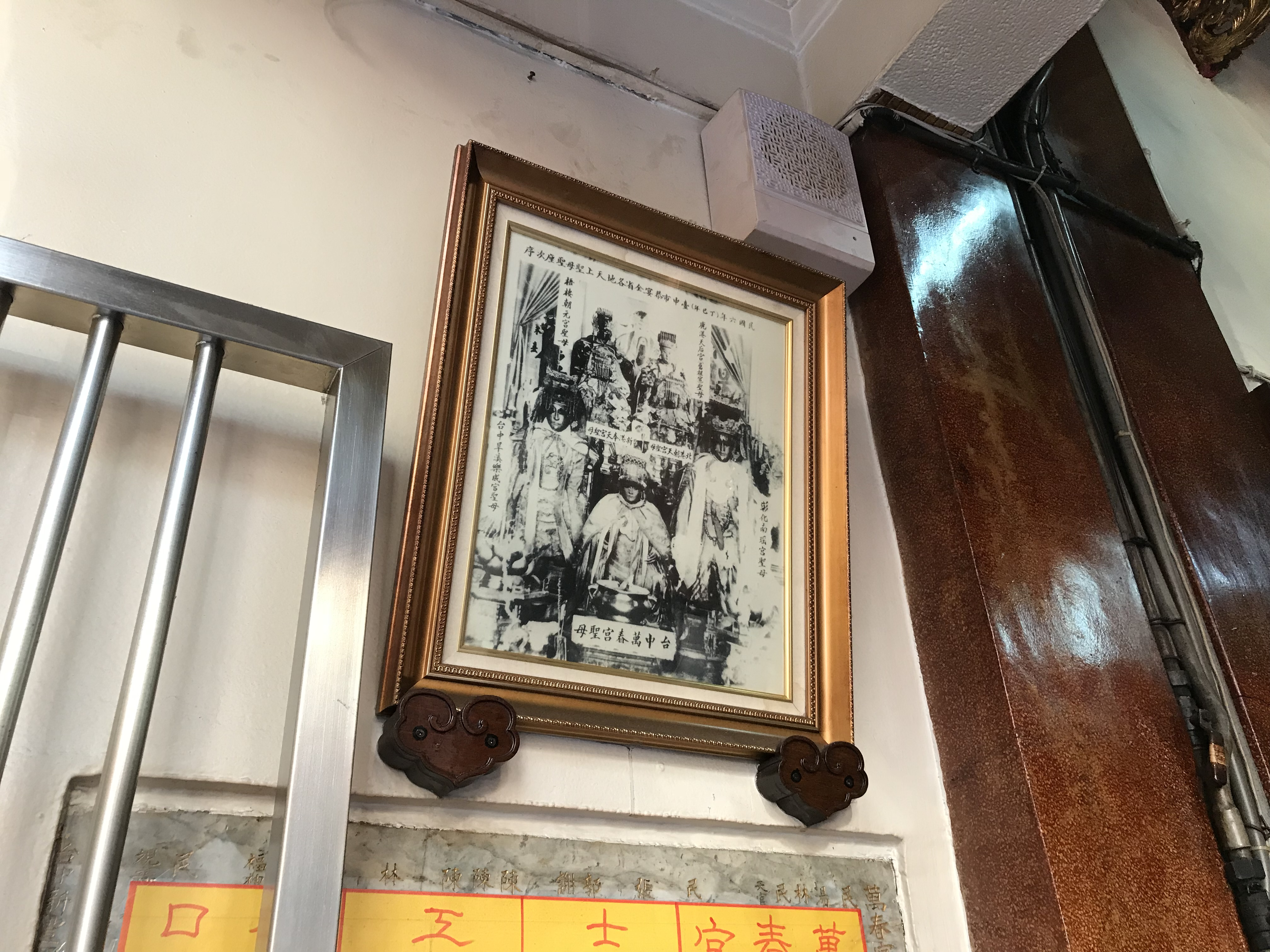
1917年七媽會照片

1917年廟方與台中樂成宮主辦名為「五媽會」的遶境祭祀活動，原因是為慶祝台中車站落成而祈福。該時台中區長林耀亭恭請梧棲朝元宮、北港朝天宮、新港奉天宮、鹿港天后宮、彰化南瑤宮和台中萬春宮、台中樂成宮這七座媽祖廟合辦四天祭典，聯合駐駕長達四十天，期間祭拜信眾綿延數公里。當時的照片顯示，鹿港天后宮排在首位，其次依序是梧棲朝元宮、北港朝天宮、新港奉天宮、彰化南瑤宮、旱溪樂成宮及地主的萬春宮。因兩間主辦及五間參與皆為媽祖廟，故也稱「七媽會」。當年七媽會的活動堪稱盛況空前，並有日本皇族親王觀禮，但之後萬春宮有七十多年未再跟鹿港天后宮聯誼往來。
1924年，萬春宮回湄洲媽祖祖廟謁祖進香，並迎回湄洲六媽，為萬春宮二媽。據1987年報導時已九旬的委員林金峰回憶，從湄洲回來後，祭典是在台中市三民路二段空地舉行，並邀請上述六廟赴喜筵，發生進行交通管制的日本警察被鑾輿摔倒、州知事因罹疾病而前來向媽祖請罪等事件。
1959年10月10日，為慶祝媽祖千年聖誕，闢請第六十三代張天師張恩溥主持法會、市長林金標、議長邱欽洲等參與。1987年10月23日起10天，舉行慶祝媽祖成道一千週年，辦理五項祭典活動。1994年12月7日，相隔七十多年後，萬春宮再度前往鹿港天后宮拜會。
萬春宮受台中市政府委請，計畫在2017年重現一百年前的七媽會，不過其中的鹿港天后宮因故不參與。2017年7月14日至16日臺中市政府與其餘六廟共同發起舉辦「台中百年媽祖會」，六廟之媽祖依照百年前座次駐駕於台灣體大體操館前行宮，鹿港天后宮之位置則空下。期間並伴隨誦經祭祀、祈安遶境、文化嘉年華等活動，其中遶境係由行宮出發，行經萬春宮、台中火車站等地，約於中午抵達樂成宮，下午再由樂成宮出發返駕行宮；文化嘉年華則包含展覽、市集、戲劇及陣頭表演、媽祖電影放映等。

## 相關書籍
- 《臺中媽祖蔭台灣：12座媽祖宮廟故事》，主編：陳彥斌（台中新文化協會），臺中市：晨星，2015年。
- 張桓忠等著，《萬春宮志：藍興、大墩、臺中媽祖信仰的歷史發展》，台中市：台中市萬春宮管理委員會，2014年。ISBN 9789868770218

## 外部連結
- 台中萬春宮的Facebook專頁
- 官方网站